# Elio Bertocchi
Elio Bertocchi (Poggio Renatico, 16 settembre 1919 – Roma, 27 agosto 1971) è stato un ciclista su strada italiano.
Professionista e indipendente tra il 1942 e il 1954, vinse quattro tappe al Giro d'Italia.

## Carriera
Nato in provincia di Ferrara ma trasferitosi sin da ragazzo a Roma, nel 1937 stabilì il record dell'ora italiano categoria allievi con 40,758 km al Motovelodromo Appio di Roma.
Tra i professionisti corse per alcune formazioni di marca, tra cui la Legnano, la Viscontea, l'Atala, la Ricci e la Guerra, distinguendosi come passista. Le principali vittorie da professionista furono quattro tappe al Giro d'Italia tra il 1946 ed il 1948, una tappa alla Ronde de France nel 1946, al Giro di Catalogna nel 1948 e alla Roma-Napoli-Roma 1951.
Dopo il ritiro aprì una scuola di ciclismo a Roma.

## Palmarès
- 1938 (dilettanti)

Giro degli Abruzzi
Coppa Nino Ilari
- 1942 (dilettanti)

Coppa San Geo
Coppa Migliaccio - Napoli
Coppa Elisa Ferretti
- 1946

8ª tappa Giro d'Italia (Napoli > Roma)
16ª tappa, 2ª semitappa Giro d'Italia (Verona > Mantova)
1ª tappa Ronde de France (Bordeaux > Pau)
- 1947

9ª tappa Giro d'Italia (Napoli > Bari)
- 1948

18ª tappa Giro d'Italia (Trento > Brescia)
4ª tappa Giro di Catalogna (Andorra > Lleida)
- 1951

3ª tappa Roma-Napoli-Roma (Napoli > Latina)

## Piazzamenti

### Grandi Giri
- Giro d'Italia

1946: 33º
1947: 20º
1948: 22º
- Tour de France

1947: ritirato (3ª tappa)

### Classiche monumento
- Milano-Sanremo

1943: 26º
1949: 62º
1951: 75º
- Giro di Lombardia

1942: 7º
1946: 7º